# 和独経済辞典
和独経済辞典（わどくけいざいじてん, 独：japanisch-deutsches Wirtschaftswörterbuch）略して”和独経済”とは、ブレーメン経済工科大学の学生によって開発された和独経済専門用語のオンライン辞書である。和独経済のコンセプトとは、例えば、新ウェブ技術を使って、できるだけ簡単により早く、言葉に関する重要な情報を提供することである。現在、当サイトによると、カテゴリー別に定義と例文が掲げられたり、発音の録音も付けられつつある2万5千語以上が収められている。
和独経済は、特にドイツと日本の経営者、日本語を学ぶ経済学部の学生、言語学者等に向いている。
現在、2011年12月5日付けで、和独経済のコミュニティーには、日本とドイツより172名が登録している。サイト管理者はブレーメン経済工科大学の学生とハイデルベルクの言語学の学生である。

## コンセプト
和独経済の目標は、ユーザーの質問に対して、現実的で、より正確な答えを提供することである。検索して見つからない言葉は、すばやく追加記載している。
機能としては、見出し語に録音が付け、絵にタッグを張り、TwitterやFacebookを通して、単語をリストにすることが可能である。また、フラッシュカードとして個人用に、公開したり、ダウンロードするのも可能である。

### 施行
当プロジェクトは「応用経済言語・国際経営学科・日本語学部」の学生達によって成立し、現在ドイツ各地の学生や若手社員によって管理されている。また、ブレーメン経済工科大学より法律的、専門的な助言を受けたり、経済的支援を受けている。

### Bizionaries
和独経済は、当時、大きなコミュニティーであるBizionaries(ビジオナリーズ)が経済辞書の専門書に革命を起こすべきとして、2010年に成立された。
更に、Bizionariesには、同じインタフェースを使う「ハンデトン」と「ドクハン」という和独経済の中国語版と韓国語版が含まれている。

### 機能
和独経済が他の辞書と異なる点は、和独経済の方が新しいウェブ技術を導入していることである。
特に、翻訳だけではなく、ユーザーに分かりやすく説明していることである。日本語は、ドイツ語や英語とは言葉の使い方や言葉の区別に大きな違いがあるため、この点は非常に重要である。
例えば、ドイツ語の「Entwicklung」と言う言葉は、日本語に翻訳すると、「発展」、「進展」、「開発」となり、異なるニュアンスがある。
従って、その3個を「発展 vs. 進展 vs. 開発」の形で入力すると、結果は比較された形で出てくる。
下記は、現在、2011年12月5日付けのステータスでの和独経済の多様な機能・可能性のリストである：

#### 翻訳
和独経済が提供しているのは、翻訳だけではなく、解説もあり、翻訳の単語は、一応、見出し語として承認すればよい。ドイツ語と日本語の相違が大きいため、多くの辞書のように、意味合いを気にせず一つの単語に全翻訳が出ているのは、ユーザーにとって不便で紛らわしい、との声が聞こえている。それに対して、和独経済は数多くの日本語からその単語に一番合う翻訳を選び、例文や定義付けをしてあるので、意味合いが随分解りやすくなっている。

#### 読み方
多くの経営者は、日本語の書き方が分からないので、言葉の読み方は漢字だけでなく、平仮名やローマ字も表記してある。

#### 例文
和独経済は、毎日更新されていて、新聞、ウェブサイト、日常会話などに用いられている実用的な例文が、沢山掲げられている。それによって、ユーザーに、生来の言葉の使い方が、分かりやすくなっている。それは、日本語とドイツ語が、同じ意味を持っていても、同じ使い方をしないため、とても重要なことである。

#### 定義
言葉のより正確な意味を定義付けるため、和独経済は特に類義語に関しては、ウィキペディアのような無料のサイトを参考にしたり「定義」と言うタイトルで独自の説明を書く場合もある。

#### カテゴリー
ドイツ語の単語「Bank」のような、「ベンチ」、｢銀行」そして蓄えの意味を持つ｢血液銀行」や｢データバンク」は、カテゴリー別に分かれている。その為、カテゴリーを単語リストとしても使うことが可能である。

#### お気に入り・単語リスト
単語カードのように語彙をリストに集めて作成することが出来る。そのため、まず語彙をお気に入りに追加し、お気に入りリストから語彙リストが作れる。
そのリストは申し込んだユーザー同士で、一緒に作ることもできる。例えば、授業中に調べた単語を直接リストに集めて、後で一緒に学ぶことが可能である。
また、このリストはワード・エクセル・「Anki」ファイルでダウンロードしたり、メールで送れる。

#### 追加記載
検索不可能な単語は、確認されるシステムで、出来るだけ早く記載されるようにチーム内に報告される。そして、ユーザーは、記載後メールを受けることもできる。

#### 同義語・対義語
高精度率を保存しながら、出来るだけ快適な検索ができるように、意味が同じでも別の言葉が、同義語としてリンクされる(例：おにぎり・おむすび)。つまり、類義語辞典が同時に作られている。また、対義語があれば、それも記載されている。

#### 画像
和独経済では、アップロードした画像を両言語でタグして、または他のメンバーにタグすることも可能である。多くの人にとって、一般的に、単語は、定義より、視覚からの方が学びやすいので画像も提供している。

#### 録音
数多くの辞書は国際音声記号を使っているが、和独経済はネイティブの日本人の録音を使って、発音を流している。特に国際音声暗号が分からない人々にとっては、この方が分かりやすい。
日本語を使いこなせることは、特に日本の経済業界で、お客様からの信用を得る為にも重要なメリットとなる。それに、同音語の二つの発音の相違が明確に分かる (例：箸 は↑し↓、橋 は↓し↑)。

#### 漢字検索
漢字を検索するのは、光学文字認識がないパソコンでは、正しい読み方が解らないため、入力することができなく、複雑になる。数多くのサイトは漢字を部首で認識する機能が提供されている。
しかし、慣れないユーザーにとって、特に書き方が似ていたり、簡単に見えたり、曖昧な部首の場合は、検索が困難である。
それゆえ、文字をクリックすることで、その文字を含むすべての言葉が表示される漢字フィルターがある。コピーや挿入のできない印刷物を読む場合は、特に便利である。

#### 今日の言葉
「今日の言葉」と言う機能は、FacebookやTwitter等のチャンネルで毎日表示されている。大抵、毎日のニュースからの言葉が表示されるが、日常単語や基本経済用語もある。

#### ブラウザーアップ
和独経済は、クロームのアップを提供している。そのアップで、どのサイトからでも、辞書の翻訳が見えるようになっている。

## 評判
専門雑誌やドイツの新聞（Verdener Aller Zeitung, Asienkurier)に、和独経済について色々な記事が掲載された。東京にある在日ドイツ商工会議所の情報誌「Japanmarkt」と言うビジネスマガジンに「Japanisch für Manager（マネージャの為の日本語）」と言う欄で、一つの単語について実用例文や応用例文を説明した、12回のコラムを掲載した。
更に学生プロジェクトとして、2011年の「Bridge CAMPUSideen」と言うコンクールのカテゴリー、新メディア部門で優勝した。